# Houhora

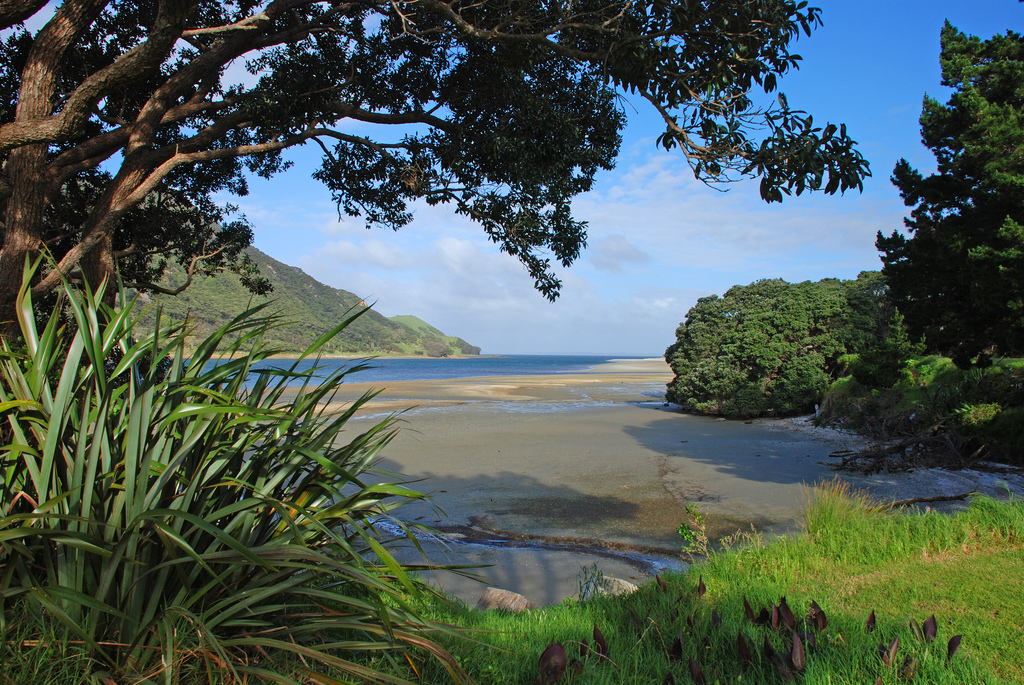
Pointe d’Houhora.

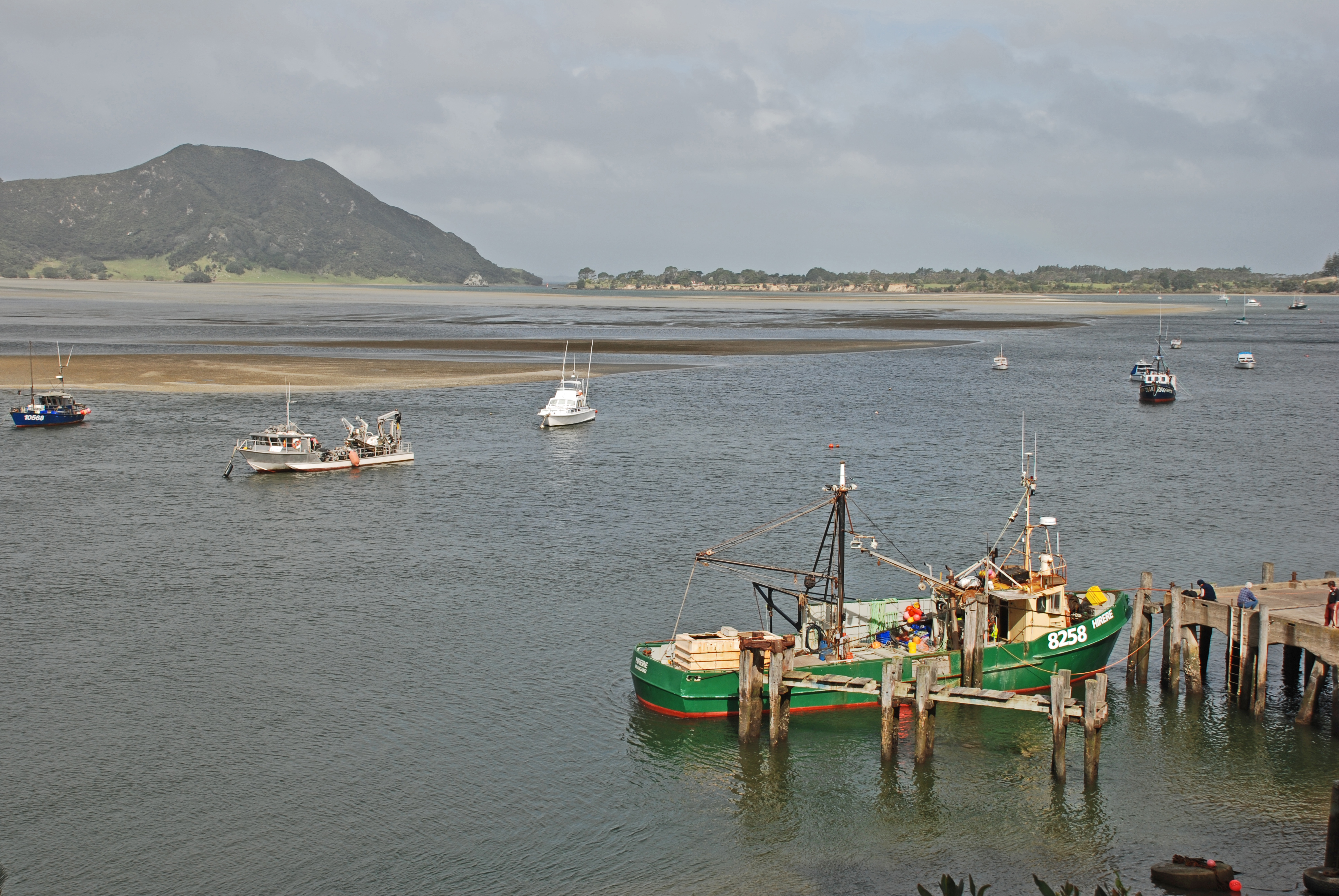
Appontement de Pukenui.

Houhora est une localité et un port situés sur le côté est de la péninsule d'Aupouri dans la région de Northland dans l’Île du Nord en Nouvelle-Zélande.

## Situation
Elle est située à 41 km au nord de la ville de Kaitaia.
‘Waihopo, Te Raupo’, ‘Pukenui’, ‘Raio’ et ‘Houhora Heads’ sont des localités associées situées sur la berge sud du mouillage.
La State Highway 1 passe à travers toutes ces localités à l’exception de « Houhora Heads ».
La ville de Te Kao est à 24 km au nord-ouest, et Waiharara est à 22 km au sud-est,.

## Géographie
Le port est long et étroit, bien protégé mais exposé à la présence de bancs de sable à marée basse.
Il y a un canal profond le long de la berge sud jusqu’au niveau du quai de « Pukenui Wharf ».
Le « Mt Camel/Tohoraha» (aussi appelé « Mt Houhora ») est une colline de 236 mètres de haut formant le « North Head ».
Le « South Head » est une zone plate.

## Population
Sa population était de 837 habitants lors du recensement de 2006, soit une diminution de 78 résidents par rapport à celui de 2001.

## Histoire
La « montagne Houhora » fut la première partie de la Nouvelle-Zélande, que le premier explorateur Kupe aperçu, mais il pensa, selon la légende Māori, que c’était une baleine.
Houhora fut une base de la colonisation Māori dès le début du XIVe siècle.
Daurades, phoques, dauphins, moas et autres oiseaux seront alors d’importantes sources de nourriture pour eux.
Le capitaine James Cook le dénomma « Mt Camel », quand il le vit, situé à la pointe du mouillage de Houhora, le 10 décembre 1769.
Il le décrivit sur son carnet bord comme étant "une haute montagne ou une colline dominant une berge déserte".
Te Houtaewa était un combattant de l’iwi des Te Aupōuri (en), qui fut tué à Pukenui durant la guerre des mousquets du début du XIXe siècle.
Le chef Hone Heke fut défait par Tāmati Wāka Nene à la bataille de Bataille de Te Ahuahu (en) au niveau de la ville de Pukenui le 12 juin 1845.
Au XIXe siècle, les habitants du mouillage de Houhora fournissaient des provisions aux Chasseurs de baleines, et les résidents montèrent leurs propres expéditions de chasse à la baleine sur des bateaux ouverts.
Trois familles: les ‘Wagener’, ‘Subritzky’ et ‘Yates’ – occupèrent principalement le secteur pour y pratiquer l’agriculture et le commerce.
La famille Subritzky, qui arriva près de Motueka en 1843, se proclama être les premiers colons de la Nouvelle-Zélande.
Ils se déplacèrent de l’Australie et ensuite vers « Houhora Heads ».
Leur installation ici prit deux années pour construire leur maison en 1860. Elle fut vendue à un membre de la famille Wagener en 1897.
La maison, maintenant largement restaurée, est ouverte au public.
Un bateau de sauvetage de l’Elingamite, qui s’était échoué sur  îles de Three Kings Islands (en) le 9 novembre 1902, arriva à Houhora le jour suivant avec 52 survivants.
L’un des chasseurs de baleine fut immédiatement détaché pour intercepter tous les vaisseaux, qui circulaient le long de la côte pour les dérouter vers les ‘Three Kings’. Cette mission fut un succès.

## Personnalités notables
- Lloyd Allan Trigg (en), un pilote de la RNZAF décoré durant la deuxième guerre mondiale, de la Victoria Cross.

## Éducation
L’école « Pukenui School », Northland est une école primaire mixte (allant de l’année 1 à 8)  avec un   taux de décile de 3 et un effectif de 75 élèves.

## Attractions
Le « musée Wagener » à « Houhora Heads » fut construit par W E Wagener  et  fut installé près de leur maison de famille.
Il contenait une collection éclectique d’objets anciens avec en particulier des coquillages mais il fut fermé en 2003 et une partie substantielle de la collection fut vendue;
La maison des Subritzky située juste à côté fut largement restaurée et ouverte au public.
Pour accéder à la ferme et ses dépendances, il faut demander au bureau du « Houhora Heads Motor Camp ».